# La fragata infernal
Billy Budd es una película británica de aventuras y drama histórico de 1962 producida, dirigida y coescrita por Peter Ustinov.  Adaptada de la versión teatral de Louis O. Coxe y Robert H. Chapman de la novela corta Billy Budd de Herman Melville, está protagonizada por Terence Stamp como Billy Budd, Robert Ryan como John Claggart y Ustinov como el capitán Vere. En su debut cinematográfico, Stamp fue nominado al Premio de la Academia al Mejor Actor de Reparto y recibió un Globo de Oro al Actor Revelación Masculino Más Prometedor. La película fue nominada a cuatro premios BAFTA.

## Trama
En el año 1797, el buque de guerra británico HMS Avenger pone en servicio, "según los derechos de guerra", a un tripulante del buque mercante The Rights of Man. El nuevo marinero, Billy Budd, es considerado ingenuo por sus compañeros e intentan adoctrinarlo en su cinismo. Pero el firme optimismo de Budd persiste; cuando se le pide que critique el horrible guiso que debe comer la tripulación, responde: "Está caliente. Y me ha servido mucho. Me gusta todo excepto el sabor"´. La tripulación descubre que Budd tartamudea cuando está ansioso. Aunque Budd logra encantar a la tripulación, sus intentos de hacerse amigo del brutal suboficial de armas, John Claggart, fracasan. Claggart es cruel e impenitente, un hombre que controla a la tripulación mediante brutales azotes, atacándolos antes de que puedan aprovecharse de él.
Claggart le ordena a Squeak que encuentre la manera de denunciar a Budd e implicarlo en un motín planeado, lo que no consigue. Luego lleva sus cargos al capitán, Edwin Fairfax Vere. Vere convoca a Claggart y Budd a su cabina para una confrontación privada. Cuando Claggart hace sus falsas acusaciones de que Budd es un conspirador, Budd tartamudea, incapaz de encontrar las palabras para responder, y golpea a Claggart, quien cae hacia atrás contra un bloque y resulta herido de muerte.
El capitán Vere organiza un consejo de guerra. Aunque conoce los antecedentes del conflicto entre Budd y Claggart, se mueve entre la moralidad y el deber. Vere interviene en las etapas finales de las deliberaciones, que en ese momento apoyan a Budd, para argumentar que el acusado debe ser declarado culpable, a pesar de haber golpeado a Claggart sin intentar matarlo. Su argumento de que la letra de la ley es lo que importa tiene éxito y Budd es condenado a ser colgado del palo mayor del barco al amanecer de la mañana siguiente. Budd se pone sus buenos zapatos para la ejecución. Ante las últimas palabras de Budd, "¡Dios bendiga al capitán Vere!", este se desmorona mientras levantan a Budd y lo cuelgan de los aparejos del barco. La tripulación está al borde de un motín por el incidente, pero Vere sólo puede mirar a lo lejos. Justo cuando un grupo de marineros va a atacar a los oficiales, aparece un barco francés y comienza a disparar sus cañones contra el HMS Avenger. La tripulación se abstiene del posible motín para devolver el fuego y, en el transcurso de la batalla, un trozo del aparejo del barco cae sobre Vere, matándolo. El mascarón de proa del barco también recibe un disparo y acaba flotando en el agua mientras un narrador cuenta el heroico sacrificio de Budd.

## Elenco
- Robert Ryan como John Claggart, suboficial de armas
- Peter Ustinov como Edwin Fairfax Vere, capitán del barco
- Terence Stamp como Billy Budd
- Melvyn Douglas como El Danés, fabricante de velas
- Paul Rogers como Philip Seymour, primer teniente
- John Neville como Julian Radcliffe, segundo teniente
- David McCallum como Steven Wyatt, oficial de artillería
- Ronald Lewis como Enoch Jenkins, piloto principal
- Lee Montague como Squeak, el asistente del Claggart
- Thomas Heathcote como Alan Payne, piloto principal
- Ray McAnally como William O'Daniel, jefe principal
- Robert Brown como Talbot
- John Meillon como Neil Kincaid, jefe principal
- Cyril Luckham como Hallam, capitán de marines
- Niall MacGinnis como el capitán Nathaniel Graveling

## Producción
Además de desempeñarse como director, Ustinov también produce y coprotagoniza la película. Su dedicación a la película parece emanar de su identificación con los personajes de la historia. Dijo: "Soy optimista, impenitente y militante. Después de todo, para no ser tonto, un optimista debe saber cuán triste puede ser el mundo. Sólo el pesimista descubre esto cada día." 
En cuanto a la novela en sí, Melville había estado escribiendo poesía durante 30 años cuando regresó a la ficción con Billy Budd a finales de 1888. Aún sin terminar cuando murió en 1891, la viuda de Melville trabajó para ayudar a completarlo, pero permaneció inédito. El biógrafo de Melville lo encontró accidentalmente mientras revisaba un baúl de los papeles del escritor en la casa de su nieta en Nueva Jersey en 1919, y finalmente se publicó en 1924. Con el paso de los años se publicaron otras versiones, pero no fue hasta que se encontraron las notas originales de Melville que finalmente se publicó la versión definitiva en 1962. Casualmente, esta versión cinematográfica, realizada en Europa continental e Inglaterra, se estrenó el mismo año.

## Recepción
El National Board of Review Awards 1962 la eligió la segunda mejor película inglesa del año, por detrás de El día más largo, de David Lean.
Con ocasión del estreno de la película, el New York Times analizó los personajes y actuaciones: " Billy Budd, en carácter y en actuación, es casi demasiado bueno para ser verdad. Por otro lado, su torturador, interpretado por el Sr. Ryan, es una criatura de fervor frío y sádico. Es un símbolo de Melville del mal cruel y completamente inalterable que corre sin cesar por el mundo, ciego y sin razón aparente, como un tornado o un incendio forestal. Excepto que el Sr. Ryan habla un inglés curioso para la época, muestra una imagen tensa y escalofriante del suboficial de armas  demoníaco. La interpretación de Ustinov del capitán Vere, que debe elevar la ley por encima de la "justicia", es demasiado petulante y suave para el efecto completo de este personaje, que debe representar una rígida rectitud. El capitán Vere es un incondicional férreo cuya figura y actitud no dejan lugar para la vacilación [...] que, desafortunadamente, el actor aporta a este papel bastante sofocante." 
Stanley Kauffmann, de la revista The New Republic, escribió que Billy Budd fue "un fracaso en casi todos los sentidos, y es culpa de [Peter] Ustinov".
La página alemana de críticas cinematográficas Lexikon des Internationalen Spielfilms opinó que "Sin alcanzar el rango de original, se desarrolla una película de aventuras por encima de la media con una gran intensidad interpretativa y escénica, que llama la atención más allá de la aventura histórica hacia los problemas de la ley y la justicia, la culpa y la inocencia". 
En Sense of Cinema, David Boxwell narra algunos detalles de la producción: "Ustinov afirma que si bien la película fue una experiencia “bendecida” durante su producción, fue sólo en la posproducción que los productores ejecutivos, los distribuidores y John Trevelyan, de la Junta Británica de Censores Cinematográficos, determinaron que la película era excesivamente pesimista y violenta, y ordenaron cortes. Si bien la película obtuvo buenas críticas, fue un fracaso de taquilla. Comercializada como una historia de aventuras de época (“¡Los hombres! ¡El motín! ¡El poder!”), la película murió en la taquilla a ambos lados del Atlántico en 1963, pero impulsó a Stamp a una carrera internacional".
El sitio web de recopilación de reseñas Rotten Tomatoes recabó un índice de aprobación del 91% basado en 11 reseñas.

## Otras lecturas
- Tibbetts, John C., and James M. Welsh, eds. The Encyclopedia of Novels Into Film (2nd ed. 2005) pp 33–34.